# Svetlana Gontjarenko
Svetlana Valentinovna Gontjarenko (ryska: Светлана Валентиновна Гончаренко), född den 28 maj 1971 i Rostov-na-Donu, är en rysk före detta friidrottare som tävlade på 200 meter men vars främsta meriter kom i stafett.
Gontjarenkos genombrott kom när hon vid EM 1994 blev tvåa på 400 meter på tiden 51,24 efter Marie-José Pérec. Året efter blev hon guldmedaljör på 4 x 400 meter vid inomhus-VM i Barcelona. Vid utomhus-VM samma år i Göteborg blev det silver i stafett efter USA. 
Under 1997 deltog hon vid inomhus-VM i Paris där det blev dels brons individuellt på 200 meter dels guld i stafett på nytt världsrekord 3.26,84. 1998 deltog vid EM 1998 där hon blev silvermedaljör i stafett efter Tyskland.
Vid inomhus-VM 1999 blev det silver på 200 meter efter Ionela Târlea och guld och nytt världsrekord i stafett, denna gång på tiden 3.24,25. Ytterligare en stafettmedalj blev det vid Olympiska sommarspelen 2000 i Sydney, denna gång ett brons efter USA och Jamaica. 
Hennes sista mästerskap var VM inomhus 2004 där hon slutade tvåa på 200 meter efter Natalia Safronnikova. 

## Personliga rekord
- 60 meter inomhus - 7,21
- 100 meter - 11,13
- 200 meter - 22,46
- 400 meter - 50,23